# Philippe Tome
Pour les articles homonymes, voir Tome.
Philippe Vandevelde, dit Philippe Tome, né le 24 février 1957 à Schaerbeek (province de Brabant) et mort le 5 octobre 2019 à Watermael-Boitsfort (région de Bruxelles-Capitale), est un scénariste de bande dessinée belge.
Il est, entre autres, le créateur avec Janry de la série Le Petit Spirou et de Soda (avec Luc Warnant), dessiné par Bruno Gazzotti (tome 3 à 12) et Dan Verlinden (tome 13).

## Biographie

### Jeunesse
Philippe Vandevelde naît le 24 février 1957 à Schaerbeek, une commune bruxelloise. Il a une introduction inhabituelle à la bande dessinée. À l’âge de huit ans, il doit subir une opération aux yeux et est temporairement incapable de voir pendant quelques jours. Durant cette période, sa mère lui lit deux histoires de bande dessinée : Le Sceptre d'Ottokar d'Hergé ainsi que Le Poignard magique de la série Corentin de Paul Cuvelier et Michel Greg. Bien qu'il doive tout visualiser avec sa propre imagination, son intérêt s'éveille et dès qu'il retrouve la vue, il devient un lecteur fanatique des périodiques Tintin, Spirou et Pif Gadget. À l'âge de 13 ans, il dessine ses premières histoires de bande dessinée, inspirées de Horace, le cheval de l'Ouest de Jean-Claude Poirier. Deux ans plus tard, il voit ses courts récits Gérard Meuvussa (1972) et Estrel (1973) publiées dans le fanzine Buck de Thierry Groensteen. Ses principales influences dans le domaine de la bande dessinée sont André Franquin, Maurice Tillieux, Greg et René Goscinny, et il s'inspire également des films des frères Coen, de Woody Allen et des Monty Python. Il suit les cours de bande dessinée de l'école d'Art de Woluwe-Saint-Pierre dispensés par Guy Brasseur aux côtés de ses camarades Bernard Swysen, Patryck de Froidmont, Janry, Stuf et Jean-Louis Boccar. Il se lie d'amitié avec ses camarades Jean-Richard Geurts (Janry) et Stéphane de Becker (Stuf). Les trois hommes travailleront ensemble tout au long de leur future carrière, mais leur première collaboration sera un strip inédit avec un cowboy nommé Pétard Guy, qu'ils prendront pour modèle sur leur professeur Guy Brasseur.

### Début de carrière
Vers l'âge de vingt ans, après un rapide passage à l'université libre de Bruxelles où il s'inscrit simultanément à la faculté de philosophie et lettres, section journalisme, et à l'École Nationale Supérieure des Arts Visuels de la Cambre (dessin animé, puis communication graphique), Philippe Tome entame une carrière professionnelle d'auteur de bande dessinée, d'abord comme collaborateur de Dupa (Luc Dupanloup) ainsi que de Turk et Bob de Groot. Après sa rencontre avec le dessinateur Janry, Tome se spécialise dans le scénario. Passant des Éditions du Lombard aux Éditions Dupuis en 1981, il fournit au magazine Spirou alors dirigé par Alain De Kuyssche une série de travaux (illustrations, rubriques diverses) avant que lui soit proposé d'écrire les scénarios de la série Spirou et Fantasio, alors animée par Yves Chaland ainsi que le duo Nic Broca-Raoul Cauvin. Il accepte cette proposition. Avec Janry, il dirige et anime la série Spirou et Fantasio de 1982 à 1998. En 1987, aux éditions Dupuis, il crée Le Petit Spirou. Il conçoit graphiquement plusieurs personnages de la série dont monsieur Mégot et l'abbé Langélusse.
En collaboration avec le dessinateur Luc Warnant et son successeur, Bruno Gazzotti, il participe a l'élaboration de la série de bande dessinée Soda (Dupuis, 1987). Avec Christian Darasse, il collabore à la série humoristique Le Gang Mazda (Dupuis 1991), et par la suite à Les Minoukini publié aux éditions Glénat en 1998 en tant que scénariste.
Il participe également au one shot Sur la Route de Selma (dessins réalistes de Philippe Berthet) publiée dans la collection « Aire libre » aux éditions Dupuis en 1991. Il écrit la trilogie new-yorkaise Berceuse assassine pour le dessinateur Ralph Meyer publiée aux éditions Dargaud de 1997 à 2002.
Toujours pour Dargaud, depuis avril 2005, il inaugure le lancement de la collection « Cosmo » qui se veut « à la croisée des trois grandes cultures BD » (franco-belge, manga et comics) avec deux nouvelles séries : Feux (avec Marc Hardy au dessin) et Rages (avec Dan Verlinden) (80 pages, mais l'éditeur a abandonné le projet Cosmo entretemps).
Philippe Tome, avec le dessinateur Janry, a obtenu trois Alph'Art au Festival international de la bande dessinée d'Angoulême dans les catégories « Jeunesse » et « Humour », pour les séries Spirou et Fantasio et Le Petit Spirou.
La plus grande partie des bandes dessinées qu'il scénarise ont été adaptées et traduites en plus d'une dizaine de langues en Europe et en Asie, dont l'anglais. Plusieurs ont fait l'objet d'adaptation ou de projets audiovisuels.
En dehors de Spirou et Fantasio déjà adaptés pour TF1, Le Petit Spirou a été porté à l'écran en 2012 (RTBF/M6). Une option pour l'adaptation de Soda est acquise en 2008 et reconduite en 2012 par Chapter 2 et le réalisateur français Nicolas Bary. Le même réalisateur, avec la société de production Les Partenaires, assume la réalisation d'un film live adaptant Le Petit Spirou pour le grand écran. Un contrat d'option est signé pour l'adaptation de Berceuse assassine par Nicolas Duval.
Il meurt dans la nuit du 5 octobre 2019, à Watermael-Boitsfort, d'une crise cardiaque. Sa disparition est durement ressentie dans le monde de la bande dessinée et le 6 novembre suivant, le Journal de Spirou lui rend hommage en sortant un numéro spécial.
Deux albums posthumes sortent en 2020 : Rages (t. 1) puis La Mort à lunettes (Éditions Kennes),.

## Œuvres publiées
Philippe Tome est le scénariste des albums et séries suivantes :
- Spirou et Fantasio, avec Janry (dessin), Dupuis, 14 volumes, 1984-1998.
- Soda, avec Luc Warnant puis Bruno Gazzotti (dessin) puis Dan Verlinden (dessin), Dupuis, 13 volumes, 1987-2014.
- 1. Un ange trépasse, Dupuis, Marcinelle, septembre 1987
Scénario : Tome - Dessin : Luc Warnant - Couleurs : Stéphane De Becker -  (ISBN 2-8001-1515-7)[18]
- 2. Lettres à Satan, Dupuis, Marcinelle, mai 1988
Scénario : Tome - Dessin : Luc Warnant - Couleurs : Stéphane De Becker -  (ISBN 2-8001-1539-4)
- 3. Tu ne buteras point, Dupuis, Marcinelle, mars 1991
Scénario : Tome - Dessin : Luc Warnant (planches 1 à 11) et Bruno Gazzotti - Couleurs : Stéphane De Becker -  (ISBN 2-8001-1819-9)
- 4. Dieu est mort ce soir, Dupuis, coll. « Repérages », Marcinelle, février 1993
Scénario : Tome - Dessin : Bruno Gazzotti - Couleurs : Stéphane De Becker -  (ISBN 2-8001-1948-9)
- 5. Fureur chez les saints, Dupuis, coll. « Repérages », Marcinelle, novembre 1993
Scénario : Tome - Dessin : Bruno Gazzotti - Couleurs : Stéphane De Becker -  (ISBN 2-8001-2059-2)
- 6. Confession Express[19], Dupuis, coll. « Repérages », Marcinelle, octobre 1994
Scénario : Tome - Dessin : Bruno Gazzotti - Couleurs : Stéphane De Becker -  (ISBN 2-8001-2136-X)
- 7. Lève-toi et meurs[20], Dupuis, coll. « Repérages », Marcinelle, novembre 1995
Scénario : Tome - Dessin : Bruno Gazzotti - Couleurs : Cerise -  (ISBN 2-8001-2230-7)
- 8. Tuez en paix[21], Dupuis, coll. « Repérages », Marcinelle, novembre 1996
Scénario : Tome - Dessin : Bruno Gazzotti - Couleurs : Cerise -  (ISBN 2-8001-2348-6)
- 9. Et délivre-nous du mal, Dupuis, coll. « Repérages », Marcinelle, novembre 1997
Scénario : Tome - Dessin : Bruno Gazzotti - Couleurs : Cerise
- 10. Dieu seul le sait, Dupuis, coll. « Repérages », Marcinelle, février 1999
Scénario : Tome - Dessin : Bruno Gazzotti - Couleurs : Cerise
- 11. Prières et balistiques[22],[23], Dupuis, coll. « Repérages », Marcinelle, décembre 2001
Scénario : Tome - Dessin : Bruno Gazzotti - Couleurs : Cerise
- 12. Code Apocalypse, Dupuis, coll. « Repérages », Marcinelle, juin 2005
Scénario : Tome - Dessin : Bruno Gazzotti - Couleurs : Cerise
- 13. Résurrection[24], Dupuis, coll. « Grand Public », Marcinelle, 14 novembre 2014
Scénario : Tome - Dessin : Dan Verlinden - Couleurs : Stéphane De Becker -  (ISBN 978-2-8001-5325-4)

- Sur la route de Selma[35],[36], Dupuis, coll. « Aire libre », Marcinelle, septembre 1991
Scénario : Tome - Dessin : Philippe Berthet - Couleurs : Philippe Berthet et Topaze -  (ISBN 2-8001-1835-0).

- La Mort à lunettes[47],[48],[49], Kennes, Gerpinnes, 2020
Scénario : Tome - Dessin : Gérard Goffaux - Couleurs : Redj - (ISBN 978-2-380-75147-5).

### Collectifs
- Pétition - À la recherche d'Oesterheld et de tant d'autres[50],[51] !, Amnesty International, Bruxelles, 1986
Scénario : collectif dont Tome - Dessin : collectif dont Janry - Couleurs : noir et blanc

### Artbooks
- Histoires d'œuf, Écho vision, Paris, 1989
Scénario : collectif dont Tome - Dessin : collectif dont Janry - Couleurs : quadrichromie -  (ISBN 2-906005-01-0),Album tiré à 1989 exemplaires. Toilé noir sans inscription avec jaquette comportant un dessin de Franquin et de Frank Margerin.

## Prix
- 1987 :  prix du meilleur scénario décerné par la Chambre belge des experts en bande dessinée[52] pour  Spirou à New York ;
- 1991 :  prix d'honneur au Festival de bande dessinée de Middelkerke à Middelkerke avec Janry pour Le Petit Spirou et Spirou et Fantasio[53] ;
- 1992 :  Alph-Art humour et Alph-Art jeunesse au festival d'Angoulême pour Le Petit Spirou t. 2 (avec Janry)[54] ;
- 1994 :  Alph’Art Jeunesse 9-12 ans au festival d'Angoulême pour Spirou et Fantasio t. 44 : Le Rayon noir (avec Janry)[54] ;
- 1996 : 
  -  prix du meilleur album de l'année décerné par la Chambre belge des experts en bande dessinée[52] pour  Tuez en paix avec Bruno Gazzotti ;
  -  prix du meilleur album jeunesse, décerné le Festival international de la bande dessinée de Chambéry[55] pour Le Petit Spirou t. 6 partagé avec Janry.
- 1998 :  prix Cori[56] au Salon BD de Maisons-Laffitte avec Bruno Gazzotti pour Et délivre-nous du mal.